# Gare d’Ostricourt
Gare d’Ostricourt vasútállomás Franciaországban, Ostricourt településen.

## Vasútvonalak
Az állomást az alábbi vasútvonalak érintik:
- Párizs-Lille-vasútvonal
- Lens-Ostricourt-vasútvonal

## Kapcsolódó állomások
A vasútállomáshoz az alábbi állomások vannak a legközelebb:
- Gare de Libercourt
- Gare de Dourges
- Gare de Leforest
- Gare de Douai